# Sliema Wanderers FC
Sliema Wanderers FC är en fotbollsklubb från staden Sliema på Malta.
Fotbollsklubb grundades 1909. Större matcher kan spelas på Ta’ Qali-stadion i Ta’ Qali.

## Färger
| Sliema Wanderers FC | Sliema Wanderers FC |

### Dräktsponsor
- Nike: ????
- Adidas: 20??–nutid

### Trikåer
| ? · Hemmaställ | ? · Hemmaställ | 2015–2017 · Hemmaställ | 2017–2019 · Hemmaställ | 2019–2020 · Hemmaställ | 2020–2021 · Hemmaställ | 2020–2021 · Bortaställ |

## Meriter
- Maltesiska ligan: 26 
1919–20, 1922–23, 1923–24, 1925–26, 1929–30, 1932–33, 1933–34, 1935–36, 1937–38, 1938–39, 1939–40, 1948–49, 1953–54, 1955–56, 1956–57, 1963–64, 1964–65, 1965–66, 1970–71, 1971–72, 1975–76, 1988–89, 1995–96, 2002–03, 2003–04, 2004–05

- Maltesiska cupen: 22 
1934–35, 1935–36, 1936–37, 1939–40, 1945–46, 1947–48, 1950–51, 1951–52, 1955–56, 1958–59, 1962–63, 1964–65, 1967–68, 1968–69, 1973–74, 1978–79, 1989–90, 1999–2000, 2003–04, 2008–09, 2015–16, 2023–24

- Maltesiska supercupen: 3 
1996, 2000, 2009

## Placering senaste säsonger
| Säsong  | Nivå | Liga                   | Placering | Referens                 | Notering                         |
| ------- | ---- | ---------------------- | --------- | ------------------------ | -------------------------------- |
| 2010/11 | 1    | Maltese Premier League | 7         | [ 1 ] [ 2 ] [ 3 ]        |                                  |
| 2011/12 | 1    | Maltese Premier League | 5         | [ 4 ] [ 5 ] [ 6 ]        |                                  |
| 2012/13 | 1    | Maltese Premier League | 4         | [ 7 ] [ 8 ] [ 9 ] [ 10 ] |                                  |
| 2013/14 | 1    | Maltese Premier League | 5         | [ 11 ] [ 12 ] [ 13 ]     |                                  |
| 2014/15 | 1    | Maltese Premier League | 6         | [ 14 ] [ 15 ] [ 16 ]     |                                  |
| 2015/16 | 1    | Maltese Premier League | 7         | [ 17 ] [ 18 ] [ 19 ]     |                                  |
| 2016/17 | 1    | Maltese Premier League | 6         | [ 20 ] [ 21 ]            |                                  |
| 2017/18 | 1    | Maltese Premier League | 7         | [ 22 ] [ 23 ]            |                                  |
| 2018/19 | 1    | Maltese Premier League | 5         | [ 24 ] [ 25 ]            |                                  |
| 2019/20 | 1    | Maltese Premier League | 10        | [ 26 ] [ 27 ]            |                                  |
| 2020/21 | 1    | Maltese Premier League | 5         | [ 28 ] [ 29 ]            |                                  |
| 2021/22 | 1    | Maltese Premier League | 12        | [ 30 ] [ 31 ]            | Nedflyttad till Challenge League |
| 2022/23 | 2    | Challenge League       | 1         | [ 32 ]                   |                                  |
| 2023/24 | 1    | Maltese Premier League | 3         | [ 33 ]                   |                                  |
| 2024/25 | 1    | Maltese Premier League |           | [ 34 ]                   |                                  |

## Trupp 2022
Uppdaterad: 22 april 2022
| Nr | Land            | Pos | Namn             |
| -- | --------------- | --- | ---------------- |
| 1  | Malta           | MV  | Timothy Aquilina |
| 2  | Malta           | F   | Alexander Muscat |
| 3  | Colombia        | F   | Juan Morales     |
| 4  | Italien         | F   | Raffaele Schiavi |
| 5  | Malta           | MF  | Kurt Shaw        |
| 6  | Malta           | F   | Gabriel Aquilina |
| 7  | Malta           | MF  | John Mintoff     |
| 8  | Malta           | MF  | Mark Scerri      |
| 9  | Malta           | A   | Omar Elouni      |
| 10 | Elfenbenskusten | A   | Inters Gui       |
| 11 | Ukraina         | A   | Ruslan Kisil     |
| 17 | Djibouti        | MF  | Warsama Hassan   |
| 18 | Malta           | MF  | Edmond Agius     |
| 19 | Malta           | MF  | Jake Engerer     |

| Nr | Land          | Pos | Namn               |
| -- | ------------- | --- | ------------------ |
| 20 | Malta         | F   | Sebastian Grech    |
| 21 | Nederländerna | MF  | Danny Holla        |
| 23 | Italien       | MF  | Matteo Piciollo    |
| 24 | Malta         | MV  | David Cassar       |
| 25 | Japan         | MF  | Yuki Uchida        |
| 29 | Panama        | F   | Óscar Linton       |
| 30 | Malta         | A   | Jean Paul Farrugia |
| 61 | Malta         | F   | Myles Beerman      |
| 71 | Nederländerna | F   | Julius Bliek       |
| 72 | Brasilien     | A   | Jean Carlos        |
| 77 | Senegal       | MF  | Amadou Pape Samb   |
| 88 | Malta         | F   | Dejan Vuković      |
| 91 | Jamaica       | MF  | Martin Davis       |
| 99 | Sverige       | A   | Valmir Berisha     |